# Borealestes
Borealestes  (лат.) — вымерший род докодонтов среднего юрского периода, первое млекопитающее мезозойской эры, обнаруженное в Шотландии. Первые ископаемые остатки обнаружены на острове Скай близ деревни Элгол. Позже ископаемые остатки животных этого рода были также найдены в отложениях средней юры в Англии.

## Открытие
Первые ископаемые остатки Borealestes serendipitus были обнаружены доктором Майклом Уолдманом во время школьной экскурсии, которую он проводил на острове Скай. Голотип представляет собой фрагмент челюсти, содержащий пять моляров и три премоляра (BRSUG 20572), возраст которого ок. 165 млн лет. Есть несколько других известных фрагментов челюсти из формации Kilmaluag в Шотландии. Майкл Уолдман и британский палеонтолог Роберт Сэвидж провели многократные поездки на остров в поисках млекопитающих и других окаменелостей. Найденный вид был назван Borealestes одновременно с новым видом тритилодонтовых, Stereognathus 'hebridicus' (в настоящее синоним Stereognathus ooliticus).
Родовое название происходит от греческого бога северного ветра Борея и лат. boreal, что означает северный, и греческого listís (разбойник, мошенник). Видовое название serendipitus — от англ. serendipity (прозорливость, относящееся к счастливому и неожиданному открытию).
После его обнаружения и присвоения названий Borealestes был также обнаружен в цементном карьере в Киртлингтоне в Англии и в Уоттон-Клиффе (оба месторождениях средней юры). Эта местность относится к формации Мраморный лес.
В 2003 году был обнаружен и описан другой вид рода Borealestes mussettae (первоначально B. mussetti). Ископаемые остатки — изолированные коренные зубы относились к кирлингтонским отложениям млекопитающих батского яруса средней юры в Оксфордшире (Англия). Отличается от B. serendipitus деталями острых выступов и гребней на молярных зубах. Название вида mussetti было названо в честь доктора Фрэнсис Мусетт, в знак признания её участия в раскопках окаменелостей на цементном карьере в Киртлингтоне. Однако, mussetti является мужской формой, и поэтому последующие авторы изменили видовое название на mussettae.

## Характеристика
Borealestes известен только по фрагментам нижней челюсти, множественным изолированным зубам и ушным костям. Докодонты — мелкие млекопитающие (размером от землероек до крыс). Считается, что Borealestes является базальной группой докодонтов.

## Виды
- † B. serendipitus Waldman & Savage 1972
- † B. mussetti Sigogneau-Russell 2003